# Gewerberegister
Das Gewerberegister ist ein von den Kommunalverwaltungen in Deutschland geführtes Verzeichnis. Das Gewerberegister soll Auskunft über Zahl und Art der in seinem Zuständigkeitsbereich vorhandenen Gewerbebetriebe erteilen.

## Deutschland
Das Gewerberegister ist ein von den Kommunalverwaltungen in Deutschland geführtes Verzeichnis der gemäß § 14 Gewerbeordnung (GewO) gemeldeten Gewerbebetriebe. Für die An-, Um- und Abmeldung eines Gewerbes, einer Zweigniederlassung oder einer Zweigstelle besteht Anzeigepflicht laut § 14 Abs. 1 GewO. Innerhalb der Kommune ist zumeist das Gewerbe- oder Ordnungsamt für die Registerführung zuständig.
Das Gewerberegister soll Auskunft über Zahl und Art der in seinem Zuständigkeitsbereich vorhandenen Gewerbebetriebe erteilen (so BT-Drs. 1/4170, S. 8). Erfasst werden Angaben zum Betriebsinhaber (u. a. Name, Geburtsdatum, Anschrift) und zum Betrieb (z. B. Geschäftsführung, Anschriften, angemeldete Tätigkeit).  
Daten aus den Gewerbemeldungen der Anzeigepflichtigen werden zu einem in § 14 Abs. 5 GewO definierten Teil weiteren Behörden übermittelt (Landratsamt, IHK, Handwerkskammer, Staatliches Umweltfachamt, Staatliches Gewerbeaufsichtsamt, Eichamt, Bundesagentur für Arbeit, Spitzenverband der Gesetzlichen Unfallversicherung (DGUV), Registergericht, Finanzamt, Statistisches Landesamt, Zollverwaltung).
Das Gewerberegister ist kein öffentliches Register und genießt als solches keinen öffentlichen Glauben wie zum Beispiel das Handelsregister. Gewerberegisterauskünfte können beantragt werden, die Erteilung steht jedoch im Ermessen der zuständigen Behörde. Das Gewerberegister ist nicht mit dem beim Bundesjustizamt geführten Gewerbezentralregister zu verwechseln, in dem gewerberechtliche Verstöße für ganz Deutschland erfasst werden.
Eine Unterarbeitsgruppe der Initiative Deutschland-Online beschäftigt sich mit dem Aufbau eines bundesweit standardisierten elektronischen Verfahrens, das über eine zentrale Verteilplattform die automatisierte Übermittlung der Daten aus den kommunalen Gewerberegistern ermöglicht.

## Liechtenstein

### Öffentlichkeit des Registers
Das Gewerberegister im Fürstentum Liechtenstein ist insofern ein öffentliches Register, als Jedermann grundsätzlich durch formloses Ansuchen Auskunft daraus erlangen kann. Das Amt für Volkswirtschaft erteilt jedoch jedermann nur Auskunft über die im Gewerberegister eingetragenen Daten, soweit keine datenschutzrechtlichen Bestimmungen dem entgegenstehen (Art. 28 GewG).
Gegen die Entrichtung einer Gebühr wird ein Registerauszug ausgestellt (Art. 33 GewV).

### Organisation
Die Führung des Gewerberegisters im Fürstentum Liechtenstein obliegt dem Amt für Volkswirtschaft. (Art. 24 GewG).
Das Amt für Volkswirtschaft führt das Gewerberegister als ein automatisiertes Register. In dieses werden die gewerberechtlichen Daten der Inhaber von Gewerbebewilligungen, der Geschäftsführer und gegebenenfalls der Betriebsleiter eingetragen werden. Zu diesen Daten gehören insbesondere (Art. 27 GewG):
- die Personalien bzw. die Firma, der Sitz und die Rechtsform des Bewilligungsinhabers sowie die Personalien des Geschäftsführers und des Betriebsleiters;
- die Zustelladresse;
- die genaue Bezeichnung des Gewerbes;
- der Standort der Betriebsstätte;
- das Datum der Ausstellung und der Endigung der Gewerbebewilligung;
- Administrativmaßnahmen und verwaltungsstrafrechtliche Sanktionen.

## Österreich
Gewerberegister wurden in Österreich mit der Gewerbeordnung 1859 (GewO) eingeführt. Die Gewerbeordnung 1859 sah vor, dass jede Gewerbebehörde ein Gewerberegister zu führen hatte (dezentrale Gewerberegister). 1992 wurde beim Wirtschaftsministerium ein "Zentrales Gewerberegister" geschaffen, in welches die Daten der dezentralen Gewerberegister aufgenommen wurden. Diese Daten konnten seit 2002 gebührenpflichtig auch über das Internet abgefragt werden.
Das österreichische Zentrale Gewerberegister dient der Information der Allgemeinheit als auch zur Aufgabenwahrnehmung verschiedener Behörden und Einrichtungen in Österreich (z. B. der Abgabenverwaltung, der Sozialversicherungen, verschiedener Kammern, Finanzmarktaufsicht etc.).
In Österreich ist das erste einheitliche Gewerberegister, das Gewerbeinformationssystem Austria (GISA), am 30. März 2015 in Betrieb genommen worden. GISA soll die bisher 14 dezentralen Gewerberegister ersetzen.